# Tomazina
Tomazina är en kommun i Brasilien.   Den ligger i delstaten Paraná, i den södra delen av landet, 900 km söder om huvudstaden Brasília. Antalet invånare är 8 788.
Följande samhällen finns i Tomazina:
- Terra Roxa

Omgivningarna runt Tomazina är huvudsakligen savann. Runt Tomazina är det glesbefolkat, med 12 invånare per kvadratkilometer.